# Demosthenesia fabulosa
Demosthenesia fabulosa là một loài thực vật có hoa trong họ Thạch nam. Loài này được (Sleumer) A.C.Sm. mô tả khoa học đầu tiên năm 1936.